# Namibiocossus uhligorum
Namibiocossus uhligorum is een vlinder uit de familie van de Houtboorders (Cossidae). De wetenschappelijke naam van de soort is voor het eerst gepubliceerd in 2015 door Wolfram Mey. Hij beschreef deze soort op basis van een vondst door M. & B. Uhlig op 22 maart 1998 in Skeleton Coast National Park in Noordwest-Namibië.
De soort komt voor in Namibië. 